# Carlos Isaac
Carlos Isaac Muñoz Obejero, noto semplicemente come Carlos Isaac (Navalmoral de la Mata, 30 aprile 1998), è un calciatore spagnolo, centrocampista del Córdoba.

## Carriera
Nato a Navalmoral de la Mata, nel 2015 approda al settore giovanile dell'Atlético Madrid, dopo aver militato in quello del Diocesano. Il 10 settembre 2017 ha esordito con la seconda squadra dei colchoneros, disputando l'incontro di Segunda División B pareggiato per 1-1 contro il Celta Vigo B.
Il 9 marzo 2018, prolunga il suo contratto fino al 2020. Il 1º aprile successivo, ha anche esordito in prima squadra, in occasione dell'incontro della Liga vinto per 1-0 contro il Deportivo La Coruña.
Il 29 agosto 2020, dopo essere rimasto svincolato dall'Atlético Madrid, viene ingaggiato dall'Alavés, firmando un contratto triennale, che lo gira subito in prestito all'Albacete in Segunda División. L'anno successivo viene prestato al Real Oviedo, altro club della seconda divisione spagnola.
Il 4 agosto 2022 viene acquistato a titolo definitivo dal Vizela, firmando un contratto triennale.

## Statistiche

### Presenze e reti nei club
Statistiche aggiornate al 1º ottobre 2022.
| Stagione                 | Squadra                  | Campionato               | Campionato | Campionato | Coppe nazionali | Coppe nazionali | Coppe nazionali | Coppe continentali | Coppe continentali | Coppe continentali | Altre coppe | Altre coppe | Altre coppe | Totale | Totale |
| Stagione                 | Squadra                  | Comp                     | Pres       | Reti       | Comp            | Pres            | Reti            | Comp               | Pres               | Reti               | Comp        | Pres        | Reti        | Pres   | Reti   |
| ------------------------ | ------------------------ | ------------------------ | ---------- | ---------- | --------------- | --------------- | --------------- | ------------------ | ------------------ | ------------------ | ----------- | ----------- | ----------- | ------ | ------ |
| 2017-2018                | Atlético Madrid B        | SDB                      | 21         | 0          |                 | -               | -               |                    | -                  | -                  |             | -           | -           | 21     | 0      |
| 2018-2019                | Atlético Madrid B        | SDB                      | 22         | 1          |                 | -               | -               |                    | -                  | -                  |             | -           | -           | 22     | 1      |
| 2019-2020                | Atlético Madrid B        | SDB                      | 17         | 2          |                 | -               | -               |                    | -                  | -                  |             | -           | -           | 17     | 2      |
| Totale Atlético Madrid B | Totale Atlético Madrid B | Totale Atlético Madrid B | 60         | 3          |                 | -               | -               |                    | -                  | -                  |             | -           | -           | 60     | 3      |
| 2017-2018                | Atlético Madrid          | PD                       | 1          | 0          | CR              | -               | -               | UCL+UEL            | -                  | -                  |             | -           | -           | 1      | 0      |
| 2018-2019                | Atlético Madrid          | PD                       | 1          | 0          | CR              | -               | -               | UCL                | -                  | -                  |             | -           | -           | 1      | 0      |
| Totale Atlético Madrid   | Totale Atlético Madrid   | Totale Atlético Madrid   | 2          | 0          |                 | -               | -               |                    | -                  | -                  |             | -           | -           | 53     | 4      |
| 2020-2021                | Albacete                 | SD                       | 24         | 0          | CR              | 1               | 0               |                    | -                  | -                  |             | -           | -           | 25     | 0      |
| 2021-2022                | Real Oviedo              | SD                       | 19         | 1          | CR              | 0               | 0               |                    | -                  | -                  |             | -           | -           | 19     | 1      |
| 2022-2023                | Vizela                   | PL                       | 4          | 0          | CP+CdL          | 0               | 0               |                    | -                  | -                  |             | -           | -           | 4      | 0      |
| Totale carriera          | Totale carriera          | Totale carriera          | 109        | 4          |                 | 1               | 0               |                    | -                  | -                  |             | -           | -           | 110    | 4      |